# 雪の女王 (テレビドラマ)
雪の女王（ゆきのじょおう、ハングル: 눈의 여왕）は、2006年11月13日から2007年1月9日まで韓国KBSで放送されたテレビドラマ。全16話。脚本はドラマ『冬のソナタ』（2002年、KBS）を手掛けたキム・ウニ、ユン・ウンギョン。

## あらすじ
科学高校に通うハン・テウン（ヒョンビン）は、ある日図書館でハンス・クリスチャン・アンデルセンの童話『雪の女王』の本を売ってくれとせがむ少女キム・ボラ（ソン・ユリ）と出会う。お嬢様のボラに振り回されながらも優しいテウンに「もう一度会いたい」とポケベルを渡した。そんな矢先、世界数学オリンピックの結果を巡って、親友キム・ジョンギュ（ボラの兄）を事故で亡くしたことに責任を感じたテウンは高校を中退。ボラとの約束を果たさぬまま姿を消す。それから8年後、テウンはハン・ドックと名前を変え、ボクシングジムに泊り込みながら暮らしていた。友人を見舞った病院の廊下で自殺を図ろうとしていた大学生のボラと再会するが、お互い会ったことがあるとは気付かず……。

## キャスト

### 主人公
| 役名                          | 役名（韓）        | 俳優                    | 年齢  | 設定 |
| ----------------------------- | ----------------- | ----------------------- | ----- | --- |
| ハン・テウン （ハン・ドック） | 한태웅 （한득구） | ヒョンビン              | 17/25 | 名門科学高校に通っていた数学の天才。 最高のライバルで親友のジョンギュの死への罪悪感から、8年もの間、学問から離れてボクシングに勤しみ、ハン・ドックを名乗っている。 母を探している。                                    |
| キム・ボラ                    | 김보라            | ソン・ユリ （Fin.K.L.） | 22    | 富裕層の娘。兄を亡くし、厳格な父親と二人家族。筋無力症を患っている。 幼い頃から『雪の女王』の住むラップランドに行くことを夢見ている。 昔家出をしたとき、たまたま出会って遊園地で遊んだ男子高生を今でも恋焦がれている。 |
| キム・ボラ （少女時代）       | 김보라            | コ・ジュヨン            | 14    | 富裕層の娘。兄を亡くし、厳格な父親と二人家族。筋無力症を患っている。 幼い頃から『雪の女王』の住むラップランドに行くことを夢見ている。 昔家出をしたとき、たまたま出会って遊園地で遊んだ男子高生を今でも恋焦がれている。 |

### ハン・テウン周辺人物
| 役名             | 役名（韓） | 俳優           | 年齢 | 設定 |
| ---------------- | ---------- | -------------- | ---- | --- |
| キム・ジョンギュ | 김정규     | イ・ソンホ     | 17   | 名門科学高校に通うハン・ドックの最高のライバルで親友。 天才少年と呼ばれるも、数学オリンピックでハン・テウンに1位を奪われた挫折感から自殺する。 |
| イ・スンリ       | 이승리     | ユ・イニョン   | 21   | ボクシングジム館長（イ・ドンスル）の一人娘。ハン・ドックに片思い。                                                                             |
| パク・コンオク   | 박영옥     | コ・ドゥシム   | 50   | テウンの母。女手一つで育てた一人息子が数学の道を捨て家出をしたことを許せない。                                                                 |
| イ・ドンスル     | 이동술     | キム・ウンス   | 53   | ボクシングジムの館長。 |
| チェ・チュンシク | 최충식     | キム・テヒョン | 25   | ハン・ドックの親友。デパートの靴売り場で働く。                                                                                                 |
| チョン教授」     | 천교수     | キム・ボレ     |      | ボラの大学の数学教授。テウンの才能を見出し、学問の道への復帰の手助けをする。                                                                   |

### キム・周辺人物
| 役名             | 役名（韓） | 俳優             | 年齢 | 設定                                                                                        |
| ---------------- | ---------- | ---------------- | ---- | ------------------------------------------------------------------------------------------- |
| ソ・ゴヌ         | 차형석     | イム・ジュファン | 29   | 医者一家に生まれた神経科医師。ボラのお見合い相手。                                          |
| キム・ジャンス   | 김장수     | チョン・ホジン   | 55   | ボラの父。テウォングループ代表。サラ金から始めた事業が財閥に成長。 一人息子を亡くしている。 |
| パク・ドゥンナム | 박득남     | チョン・ジアン   | 25   | ボラの家の家政婦の娘。ボラによく八つ当たりを受けるが、良き友でもある。                      |

## 音楽

### OST
韓国では2006年11月22日、ユニバーサル・ミュージックより発売。
| No. | 題目                    | 歌手                | 作曲   |
| --- | ----------------------- | ------------------- | ------ |
| 1.  | Intro                   | -                   | 김지수 |
| 2.  | 눈의 여왕 Main Theme    | 조성우              | 조성우 |
| 3.  | 첫눈애(愛)              | 강성민              |        |
| 4.  | 가난한 남자             | 최원준              | 홍정수 |
| 5.  | Grace love              | Sat & Im            | 김지웅 |
| 6.  | Hello                   | 소규모 아카시아밴드 |        |
| 7.  | If you Only Knew        | Olivia              |        |
| 8.  | 눈의 여왕 Love theme    | 조성우              |        |
| 9.  | Sub title               | 박성일              | 박성일 |
| 10. | 정규의 죽음             | 박성일              | 박성일 |
| 11. | 눈물의 왈츠             | 박성일              | 박성일 |
| 12. | 첫사랑                  | -                   | 김지수 |
| 13. | 페르마의 방정식         | -                   | 김지수 |
| 14. | 낡은 사진               | -                   | 김지수 |
| 15. | 첫눈애(愛) (Piano Ver.) | 곽영준              |        |
| 16. | Outro                   |                     | 박성일 |

### クラシック音楽
- ハン・テウン（ヒョンビン）の親友ジョンギュ（イ・ソンホ）が愛したバッハのゴルトベルク変奏曲は劇中で度々挿入されている。
- ハン・テウン（ヒョンビン）が数学の才能を発揮するシーンにはヴィヴァルディの合奏協奏曲集「調和の霊感」作品3第11番 ニ短調 RV. 565の第3楽章が挿入され印象付けている。

### 劇中歌
- 第5話では、ハン・ドック（ヒョンビン）は教壇でトロット歌手ヒョンチョルの「愛は蝶みたい （사랑은 나비인가봐）」を無伴奏で独唱した。

## 撮影地
- ドラマの名シーンの一つであるラップランドの雪山をハン・テウン（ヒョンビン）が犬橇で駆け降りるシーンは、ニュージーランドで撮影された。

## 制作
- 制作期間は5カ月に及んだ。
  - 2006年9月20日　台本リーディング
  - 2006年9月22日　初の国内ロケ[1]
  - 2006年11月2日　制作発表会（龍山CGV劇場）

## 韓国国外での放送

### 日本
字幕版が2007年4月13日から8月3日までBSジャパンで毎週金曜22時 - 放送され、吹替版が2007年5月10日から8月30日までテレビ東京系列で毎週木曜12時30分 - 13時25分まで放送された。2010年11月17日から12月9日までTBS韓流セレクト枠にて二重音声（日本語+原語）+日本語字幕版が放送された。
吹替を担当した声優は以下の通り: 
- ハン・テウン/ハン・ドック: 桐本琢也
- キム・ボラ: 弓場沙織
- ソ・ゴヌ: 藤井啓輔
- イ・スンリ: 小橋知子
- チョ・ミノ: ヤスヒロ